# Iglesia de San Miguel Arcángel (Benigánim)
La iglesia parroquial de San Miguel Arcángel en el municipio de Benigánim (Provincia de Valencia, España) es un edificio religioso construido en el siglo XVII de estilo manierista.

## Historia
En el centro de la población se levanta esta iglesia, ejemplo del manierismo del siglo XVII; y que recuerda a las iglesias de Ayora, Xàtiva y Albaida. La dirección de la obra fue llevada a cabo por Vicente Abril hasta 1643. Las obras parece que se iniciaron en 1604 ya que se tienen noticias de un manuscrito de las cuentas de la iglesia desde ese mismo año hasta 1622. En esta primera fase se levantó el campanario que lleva inscrita la fecha de 1616.

## Descripción
Se trata de un templo de una sola nave dividida en seis tramos, con capillas entre contrafuertes comunicadas entre sí, teniendo cabecera poligonal de tres lados. El alzado se realiza con pilastras dóricas con un entablamento de triglifos y metopas. A pesar de utilizar un lenguaje manierista de gran severidad se utilizan las tradiciones constructivas locales en las bóvedas de crucería de la cubierta.
A finales del siglo XVII se remodeló la capilla con decoración barroca desapareciendo en 1936, así como también el retablo mayor de grandes dimensiones.
Al exterior destaca la fachada con tres cuerpos decrecientes. En el cuerpo inferior, a modo de arco triunfal, se encuentra la portada flanqueada por columnas pareadas de orden dórico, situándose entre los intercolumnios dos hornacinas aveneradas. El segundo cuerpo se dispone con tres hornacinas, la central de mayores dimensiones, se remata con pirámides esbeltas y bolas. El tercer cuerpo es un vano rectangular enmarcado por pilastras con un frontón triangular en la parte superior con bolas.
A la izquierda de la fachada principal esta el campanario octogonal con una altura aproximada de 45 metros. Se divide en diferentes cuerpos desiguales separados por una cornisa. En la parte superior el cuerpo de campanas con arcos de medio punto en cada uno de sus lados. Corona el campanario una balaustrada. El remate original fue destruido en 1892 por un rayo, en sustitución se colocó el templete cúbico que hay en la actualidad. Esta torre-campanario es independiente del templo, aunque están adosados. Fue realizada en 1616 según inscripción en la misma.
La capilla de la Comunión esta aneja a la iglesia. Es de una sola nave con cúpula ochavada. Fue construida entre 1663 y 1670. En el siglo XIX (1890) fue renovada. Tiene acceso desde una de las capillas laterales del lado del evangelio de la iglesia.
La fábrica del conjunto es de sillares con mampostería de relleno en contrafuertes y muros.

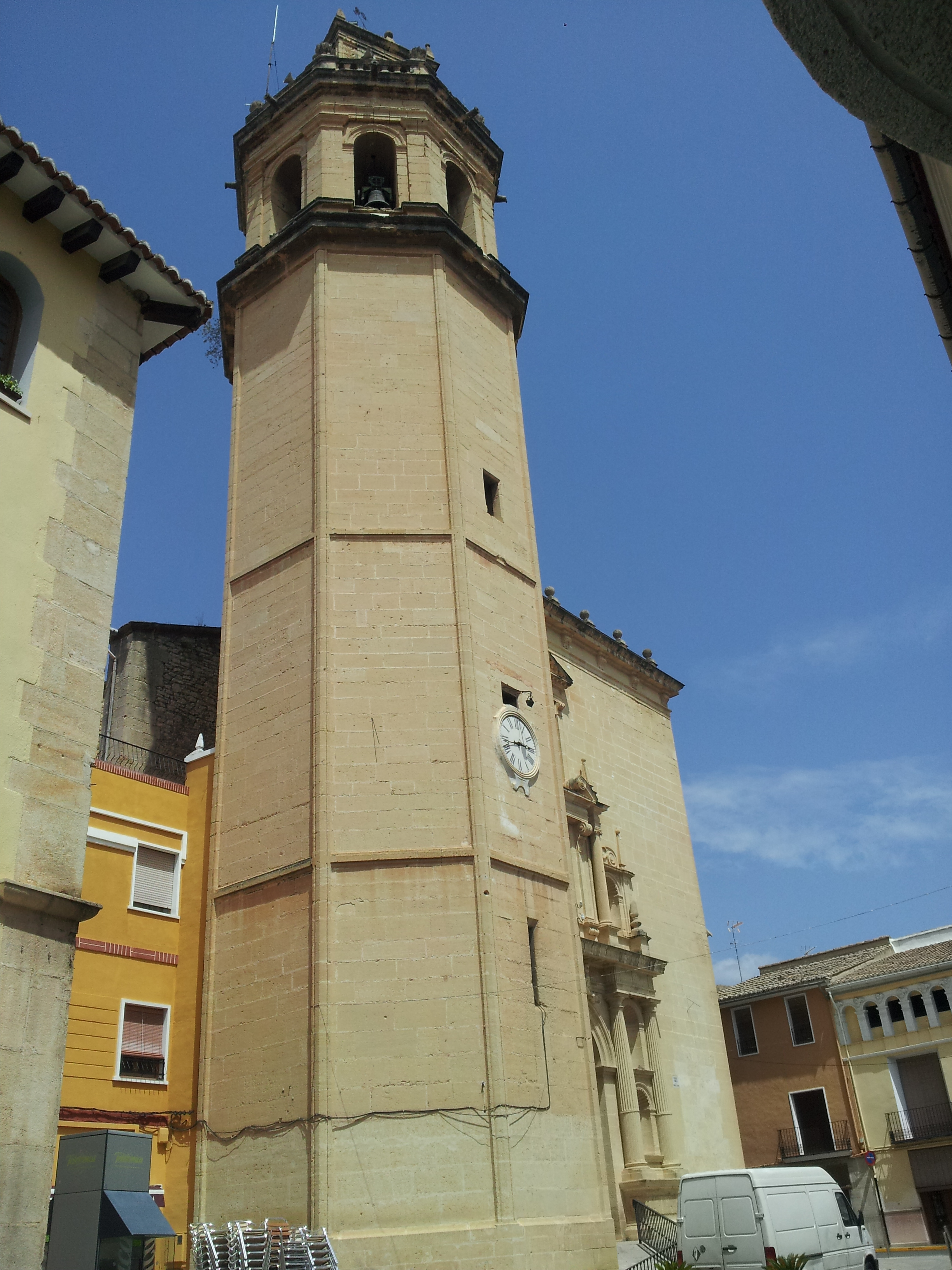
Campanario
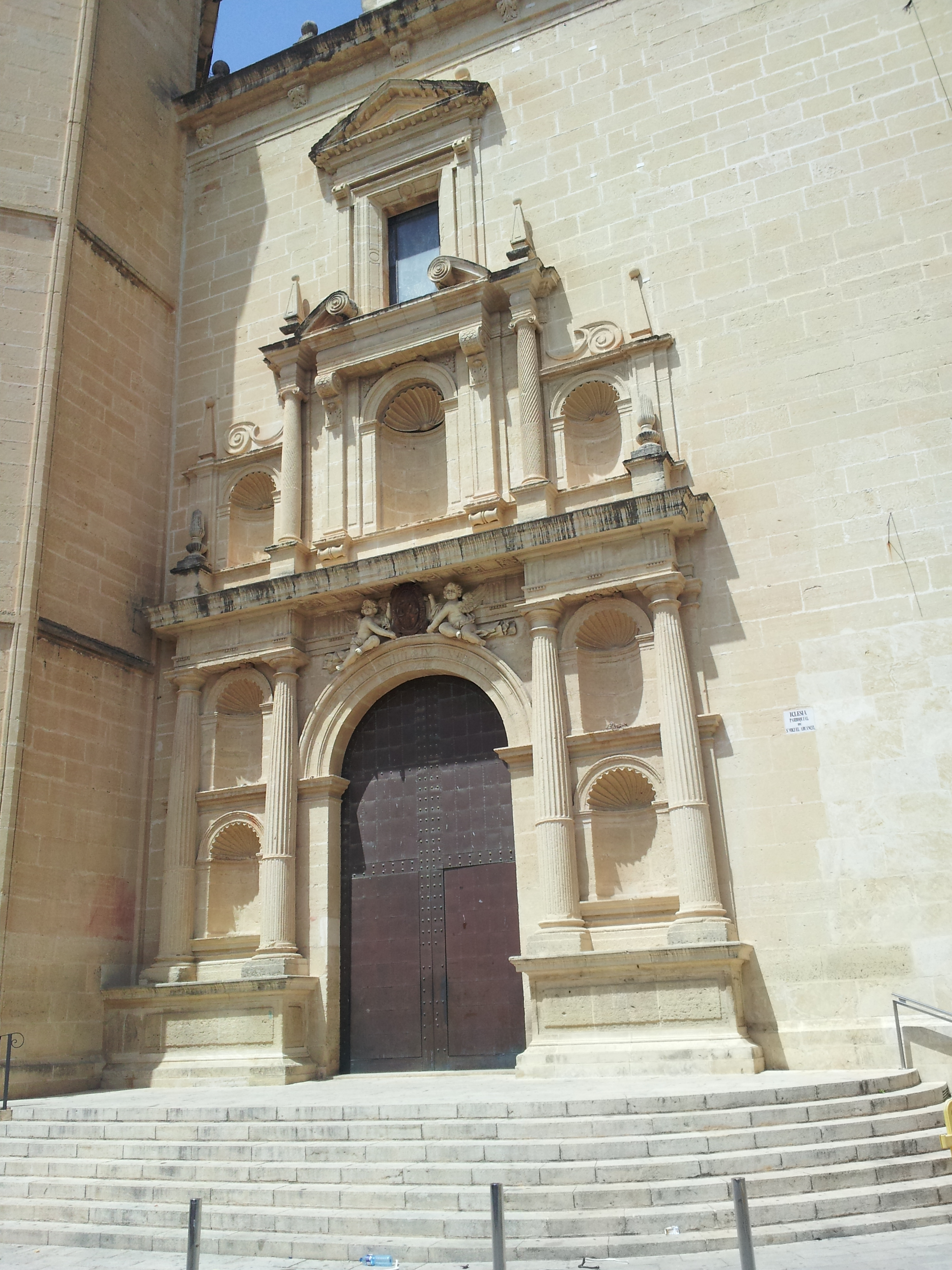
Puerta principal
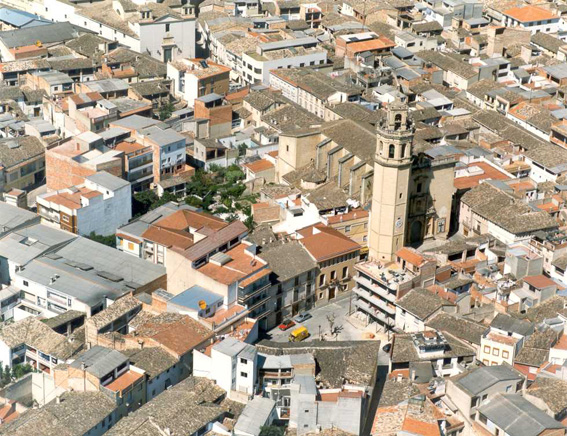
Vista aérea Iglesia de San Miguel Arcángel

## Culto
La iglesia de San Miguel Arcángel es un templo religioso de culto católico.